# Cavernas Isturitz e Oxocelhaya

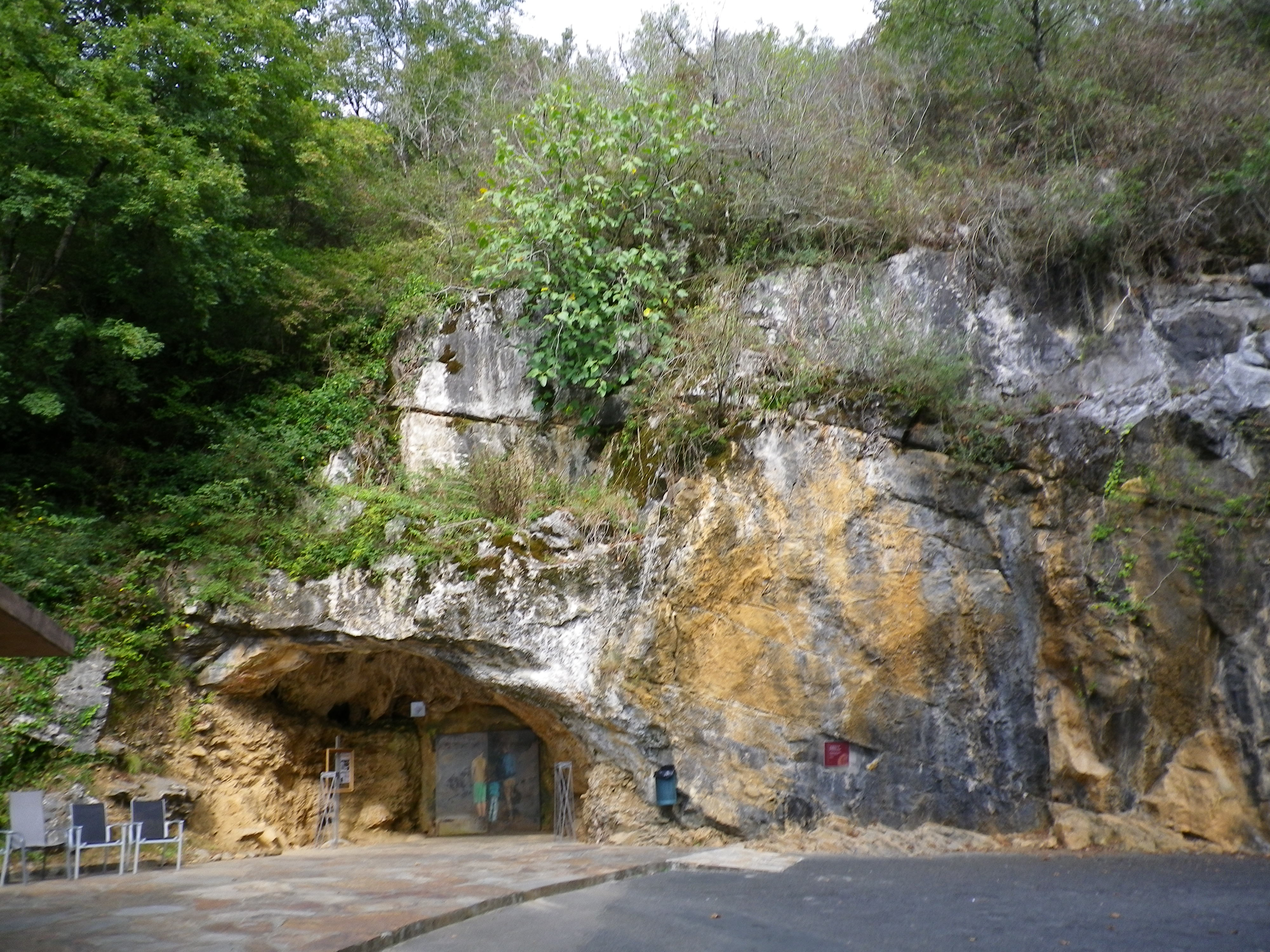
Entrada da Caverna Isturitz

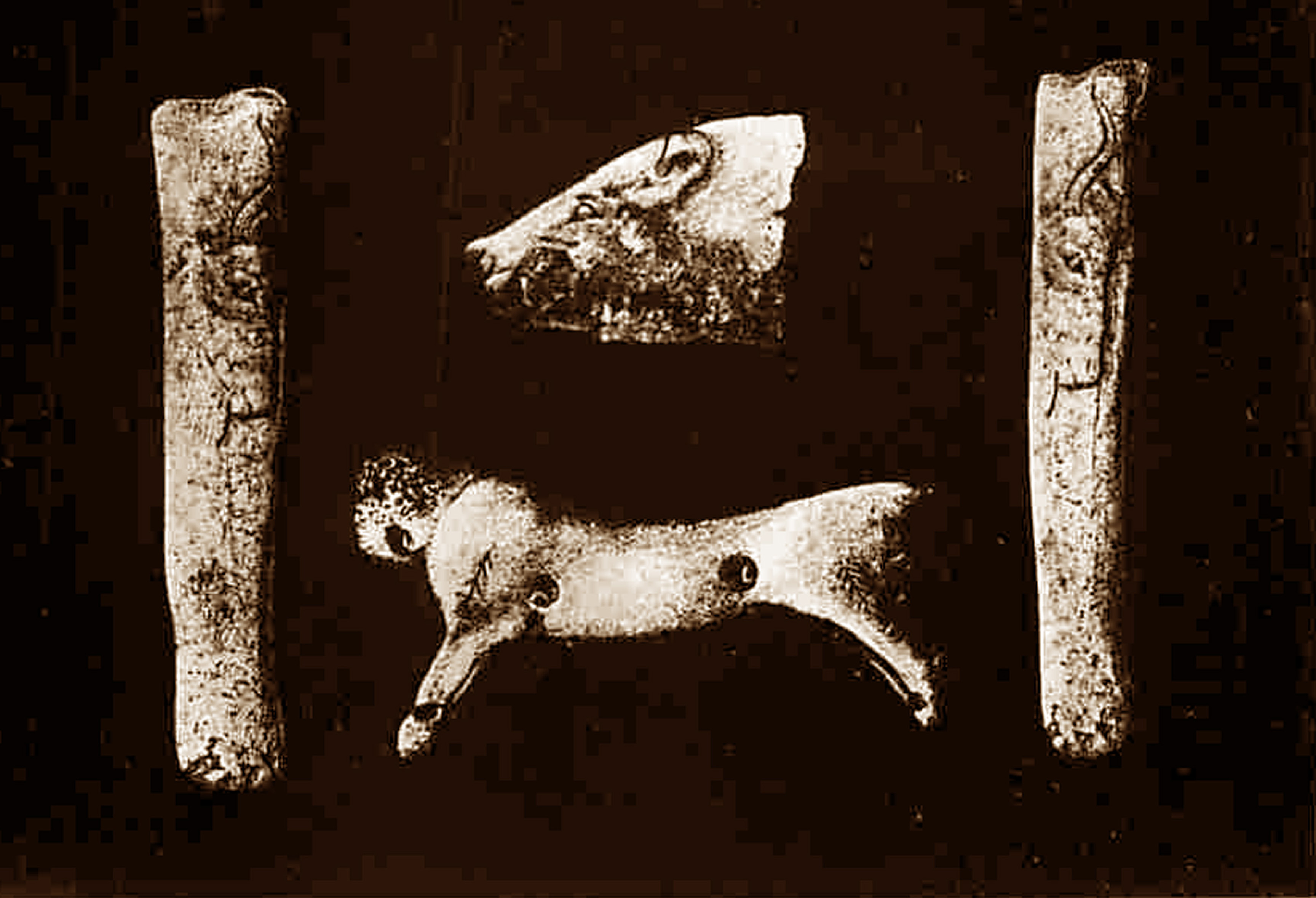
Exemplos de achados

As cavernas Isturitz e Oxocelhaya (em francês: Grottes d'Isturitz et d'Oxocelhaya) são um importante local arqueológico do Paleolítico onde uma mandíbula de Neandertal foi encontrada, bem como achados humanos modernos posteriores associados aos Aurignacianos, Solutreanos e Magdalenianos. Eles também incluem pinturas rupestres e flautas de osso. As cavernas estão localizadas na colina Gazetelu, no Vale do Arberoue, no sopé dos Pirenéus, na Baixa Navarra, uma região do departamento de Pirenéus Atlânticos, no sudoeste da França, parte do País Basco francês.
O governo francês classificou o local como Monument historique em 1953. A ocupação pelas comunidades de Neandertal e Homo sapiens estende-se por um período de 80.000 a 10.000 anos AP, e continuou a ser usada (talvez apenas para enterros) até à época romana. O local é discutido no contexto da pré-história franco-cantábrica, como entre as cavernas decoradas mais a leste que se estendiam ao longo dos Pirenéus e da Cordilheira Cantábrica.